# La Guerre des étoiles (roman)
La Guerre des étoiles (titre original : Star Wars: From the Adventures of Luke Skywalker) est une novélisation du film du même nom écrite par Alan Dean Foster (sur un scénario de George Lucas) et publiée aux États-Unis par Ballantine Books le 12 novembre 1976 puis traduite en français et publiée par les éditions Presses de la Cité en 1976.

## Résumé
Chapitre 1: Les Robots Z-6PO ainsi que D2-R2 sont capturés à bord d’un vaisseau Impérial alors qu’ils étaient en route pour Tatooine la planète de sables arides. Ils en échappe grâce au petit robot D2-R2 à bord d’une capsule de sauvetage. 
Chapitre 2: Le jeune Luke aide à la ferme d’Owen, son oncle. C’est alors qu’il perçoit ce qui ressemble a un conflit spatial entre l’Empire et les Rebelles. Vador à la suite de la capture du vaisseau décide de prendre pour otage la sénatrice Leia Organa. Biggs, l’un des amis de Luke, annonce son départ pour chercher la rébellion. Les robots qui s’étaient échappés sont capturés par les Jawas, un petit peuple qui prennent des rebut et des machines en mauvais état pour les revendre.